# Stimmungen lesen. Über eine verdeckte Wirklichkeit der Literatur
Stimmungen lesen. Über eine verdeckte Wirklichkeit der Literatur (2011) ist ein Band mit Essays des deutschamerikanischen Literaturwissenschaftlers Hans Ulrich Gumbrecht, von denen einige zuvor als Artikelserie in der FAZ erschienen waren. Der Essayband ist viel beachtet worden und hat widersprüchliche Leseerlebnisse hervorgerufen.

## Inhalt
In der Einführung arbeitet der Autor zunächst mit einer argumentativ unbelasteten Empfehlung, wenn er überlegt, „wie man die Wirklichkeit der Literatur heute denken kann“. Er argumentiert, dass „Ton“ und „Atmosphäre“ und „Stimmung“ in den Texten angelegt sind und plädiert für stimmungsorientiertes Lesen literarischer Texte, deren Wirkung (auf sich selbst) er aufzeigt. In exemplarischen Essays führt er vor, welche Stimmungsqualitäten von Werken und Epochen sich als habitualisierte Stimmungen lesen lassen und wie sich diese in literarischen Formen niederschlagen. Gumbrecht plädiert dafür, sich auf die physisch-affektive Basis der Text-Leser-Kommunikation zu konzentrieren.

### Zu Liedern Walthers von der Vogelweide (um 1200)
In den Liedern Walthers von der Vogelweide entziffert Gumbrecht einen nervösen Ton, den  er für eine Reaktion des Autors auf die politischen Konflikte um 1200 hält. Er meint einen „anhaltende[n] Schmerz über die Erfahrung, dass seine Welt in Spannung zu der von Gott gewollten Ordnung stand“ (S. 41), zu spüren, bescheinigt Momenten der Ruhe „eine besondere Intensität, ja eine eigene Würde“ (S. 43), und stellt über den Autor folgende Vermutung an: „Seine Sehnsucht nach kosmologischer Richtigkeit und politischer Ruhe wurde nie gestillt und scheint, umgepolt in wache Irritierbarkeit, als ein Stimmungsvorzeichen vor allen Gedichten zu stehen.“ (S. 43) Abschließend hält er fest, dass seine Reaktion auf die Texte den für richtig erachteten Erkenntnissen der modernen Mediävistik widerspricht, die biografische Lektüren der Texte ablehnt, auch weil die Suggestion von Individualität in den Rollensprachen der lyrischen Texte eine Illusion ist. Gumbrecht möchte aber, dass es wahr ist, dass es um 1200 eine Sehnsucht nach einem freudigen Leben in einer aus den Fugen geratenen Zeit gab und er sich deshalb berühren lassen darf von der Irritierbarkeit, die er als Stimmung im Text diagnostiziert.

### Zum ersten SchelmenromanLazarillo de Tormes(anonym, 1554)
In seinem Essay über den ersten Schelmenroman, La vida de Lazarillo de Tormes y de sus fortunas y adversidades, der 1554 anonym veröffentlicht wurde, beschreibt Gumbrecht, wie sein Eindruck entsteht, „dass wir dem Helden so wenig trauen können wie er sich selbst.“ (S. 55) Er spürt eigentümlichen Spannungsverhältnissen nach, einer gereizten »Duplizitätsstimmung« (S. 52), die eine Grundspannung zwischen Alltagserfahrung und religiöser Orthodoxie zum Ausdruck bringt, in Mechanismen komischer Desillusion.

### Zu William ShakespearesSonnett XVIII(1609)
In diesem Essay legt Gumbrecht Rechenschaft ab über eine lebenslange Faszination. Am Beispiel seiner Leseweise von Shakespeares Sonett XVIII formuliert Gumbrecht die Erkenntnis, dass „der Moment der ästhetischen Erfahrung ein individuelles Ereignis“ bleibt, „dessen Eintreten sich nicht herbeiführen oder gar garantieren lässt“ (S. 73) und stellt allgemeiner fest – angesichts dessen, dass die Aufmerksamkeit des Lesers sich auf eine bestimmte Bedeutungsschicht festlegen oder zwischen verschiedenen oszillieren kann: „eine ‹richtige› Einstellung auf das Gedicht existiert nicht.“ (S. 70) In Sonett XVIII macht er eine besondere Intensität von „Harmonie zwischen Inhalt und Rhythmus“ aus (S. 71), und deswegen sei der Zauber „glaube ich, so schwer zu fassen.“ (S. 71) „[D]ass uns in seinen Sonetten die Welt einer bestimmten Gegenwart und ihre Stimmung direkt anrühren können“ (S. 59), ist für Gumbrecht kein Zweifel.

### Zu María de Zayas’ Novellen (1635–1650)
Eine Intensität verschiedenster Stimmungen, erzeugt durch die akkumulierte Wirkung aus „luxurierenden Beschreibungen“ „in rhetorischem Prunk“ (S. 79), macht Gumbrecht in María de Zayas’ erster Novelle ihre Bandes Novelas amorosas y ejemplares aus, in der sich durch eine Beschreibung fiktionalen Zuhörens „eine dichte Stimmung amouröser Melancholie“ „entfaltet“ (S. 79), die in der Rahmenhandlung auch die Anwesenden „erfasst“, während sie einer ebensolchen melancholischen Novelle „gebannt gelauscht haben“. Gumbrecht äußert die Vermutung, dass eine Schriftstellerin, die er zu „den großen Autoren jener Zeit“ zählt und die „von den bedeutenden Männern ihrer Zeit bewundert“ wurde, aus einem bestimmten Grund mit ihren Werken nicht im klassischen Kanon der Literatur vertreten sei: „Vielleicht waren wir für lange Zeit zu ausschließlich auf die Handlungen von Dramen und Erzählungen konzentriert und haben so übersehen, dass [andere bekannte Werke] für die Intensität jeweils markant verschiedener Stimmungen stehen, in die wir uns versenken können – und wollen.“ (S. 80) Maria de Zajas sei als „Meisterin im Heraufbeschwören solch literarischer Stimmungen“ neu zu entdecken (S. 79), und dafür nimmt Gumbrecht vor allem „den sehr rhetorischen Reiz der Novellen“ (S. 80) in den Blick.

### Weitere Essays
In weiteren Essays befasst sich Gumbrecht unter anderem mit der Wirkung von schlechtem Wetter und einer lauten Stimme in Denis Diderots philosophischem Dialog Rameaus Neffe, mit der schönen Form der Traurigkeit in Tagebuch des Abschieds (1908), dem letzten Roman des brasilianischen Autors Joaquim Maria Machado de Assis und bei Thomas Mann mit der Stimmung der Schwere (Tod in Venedig, 1911). Um Bildliches erweitert wird die Argumentation anhand von gebrochener Harmonie in der Darstellung von Licht durch den Maler Caspar David Friedrich und um Akustisches anhand von Betrachtungen zu Freiheit in der Stimme von Janis Joplin, wenn sie „Me and Bobby McGee“ singt.

## Stil
Gumbrecht formuliert fußnotenfrei und im „Wir“, obwohl er über Persönliches schreibt. Andersherum formuliert findet sich diese Beobachtung in einer Rezension von Steffen Martus: „Das muss eine glückliche Zeit gewesen sein, als [...] man im Vertrauen auf die eigene Repräsentativität nur laut genug «Ich» sagen musste, um die Bedeutung eines «Wir» zu erzeugen.“
Die oft journalistisch knappen Essays, gedanklich teilweise redundant, so Martus, provozieren in ihrer Leichtfüßigkeit die Literaturwissenschaft: Gumbrecht biete „zarte, mitfühlende, fast liebevolle Lektüren an, die mit leichter Berührung die Werke umschmeicheln, für sie werben.“

## Einschätzungen zum Band

### Mark-Georg Dehrmann (SZ, 2011)
Mark-Georg Dehrmann meint, Gumbrecht schreibe über die „Unmittelbarkeit des Erlebens“ in der Literatur, weil er eigentlich die Frage beantworten wolle, wie die Literaturwissenschaften das Interesse einer größeren Anzahl von „nichtprofessionellen Literaturlesern“ gewinnen könnten. Gumbrecht rekurriere zu diesem Zweck auf eine Konzeption von „Stimmung“, mit der fremde Zeiten und Orte körperlich erfahrbar würden, wenn im Detail eines Werkes das Ganze des Zeitgeistes vor Augen geführt wird. Nach Dehrmanns Einschätzung skizziert Gumbrecht literaturgeschichtliche Szenen infolgedessen so, „als sei noch nie über sie geschrieben worden“, wiewohl gekonnt mit dem Ziel, „die Vergangenheit lebendig werden zu lassen.“ Wissenschaftliche Komplexität bleibe außen vor, indem Gumbrecht so tue, als bedürfe der Text nicht zuerst eines Verstehensprozesses. Im Zuge dessen versuche Gumbrecht scheinbar Hermeneutik-frei ein neues literaturwissenschaftliches Paradigma plausibel zu machen, mit dem das von ihm diagnostizierte Verharren der Literaturwissenschaften in einem Patt zwischen Dekonstruktivismus und Cultural studies überwunden werden könne. Dehrmann bezweifelt hingegen, dass eine solche gegenseitige Blockade überhaupt besteht.

### Manfred Koch (NZZ, 2011)
Manfred Koch ist der Ansicht, dass „stimmungsvergegenwärtigende Rede über Literatur auch interpretierende Rede“ bleibt und ihm erscheinen Gumbrechts Stimmungslektüren zu kurz „als dass die Tragweite seines Ansatzes schon jetzt abgeschätzt werden könnte“. Koch findet es provokant, dass Gumbrecht als Wissenschaftler meint, sich in einen „nichtprofessionellen Leser“ zurückverwandeln zu können.

### Detlev Schöttker (FAZ, 2011)
In Stimmungen lesen entfalte Gumbrecht „die ganze Breite und Tiefe seiner historischen und ästhetischen Bildung“, meint Detlev Schöttker. Mit seinem Stimmungsbegriff knüpf er an Heideggers Umkodierung an, wie David Wellbery sie im Eintrag „Stimmung“ für das Lexikon Ästhetische Grundbegriffe aufgezeigt habe.

### Wolfgang Schneider (DR Kultur, 2011)
Wolfgang Schneider hat Gumbrecht so verstanden, dass jener meint, literarische Werke, Lieder und Gemälde könnten Stimmungen buchstäblich absorbieren – und damit „Realität“, deren existenzielles Aroma als objektivierbare kollektive Stimmungslagen von der Literaturwissenschaft bisher vernachlässigt worden seien. Schneider findet, dass es aus gutem Grund so sei, denn Stimmungen seien schwer begrifflich dingfest zu machen. Da Gumbrecht „um die Gefahren solcher Thesen für die akademische Reputation“ wisse, greife er sicherheitshalber zu Hegel, um sich einleitend über dessen Warnungen vor dem „Brei des Herzens“ hinwegzusetzen.

### Steffen Martus (Die Zeit, 2012)
Um naive Zufriedenheit mit dem subjektiven Eindruck gehe es Gumbrecht eher nicht, überlegt Steffen Martus. Der Autor betone, dass eine „stimmungsorientierte“ Analyse historiografische Qualität aufweisen müsse, um die Zeitstimmungen zu verdeutlichen, von denen die Werke zeugen, und mit denen die Stimmungen der Leser verschmelzen, weil die Poesie atmosphärische Energien ausstrahle. Der Stimmungsanalyse bleibe allerdings nur ihre Gefühlsgewissheit: Auch wenn Stimmungen sich einer Verallgemeinerung entziehen, habe man doch den Eindruck, dass sie eine Evidenz verströmen. Martus gibt in fachhistorischer Hinsicht zu bedenken, dass bei Gumbrecht etwas wieder anklingt, was Emil Staiger, als „Galionsfigur der sogenannten werkimmanenten Interpretation“ gefordert habe: „begreifen, was uns ergreift“ (Staiger) beziehungsweise „was uns beim Lesen berührt“ (Gumbrecht) ins Zentrum der Analyse zu setzen.

### Stefan Hajduk (KulturPoetik, 2012)
Stefan Hajduk meint, Gumbrecht wolle mit Blick auf den lektürepraktischen Wert des Begriffs „Stimmung“ diesen lediglich dafür verwenden, zwischen wahrnehmungsästhetischer und literarästhetischer Erfahrung zu vermitteln, als „Lesefigur einer sich begriffsfrei einschwingenden Imagination.“ Er sieht Gumbrechts Ausblenden der kognitiven Dimension von Stimmung kritisch und ebenso dessen Forderung, sich allein affektiv auf die Textpräsenz einzulassen, denn, so Hajduks Position, literarische Stimmungen sind nicht bedeutungsneutral und eine stimmungsorientierte Lektüre nicht theoriefrei. Er sieht Gumbrecht daher zurecht zögern, Stimmung als eine poetologische Figur etablieren zu wollen, die im Übergang zwischen der Erfahrung der Sinne und der Erfahrung des Sinns konzeptionalisiert werden müsste, wobei aus Sicht von Hajduk die ästhetische Materialität von Literatur mit zu reflektieren wäre. Hajduk hätte im Essay zu Thomas Manns Tod in Venedig das etwa zeitgleich entstandene ›Erlebnis‹-Konzepts Wilhelm Diltheys erwähnenswert gefunden, ebenso im Essay zu Caspar David Friedrich die Arbeiten der aktuellen Stimmungsforschung von Kerstin Thomas und Angelika Jacobs. Der Schlussteil aus drei zeitdiagnostischen Beiträgen über historische Stimmungen sei „beinahe kühn zu nennen“, denn, so die Einschätzung von Hajduk, Gumbrechts „zentraler Referenzdenker“ Foucault hätte es für aussichtslos gehalten, empirisch unzugängliche Stimmungen kollektiver Befindlichkeiten mit historischem Sinn und Verstand rekonstruktiv ›lesen‹ zu wollen. Eine solche Absicht komme dem heutigen historiologisch reflektierten Denken ungeheuerlich vor. Hajduk argumentiert, Gumbrecht bringe mit seinem Ansatz allerdings etwas in den Blick, was einer wissenschaftlich verfahrenden Analytik unzugänglich bleibe und er gelangt zu dem Fazit, dass der von Gumbrecht gewählte polemische Rahmen des Bandes zwar allzu forciert erscheint, stimmungsorientiertes Lesen aber als ästhetische Basis für professionelles Lesen produktiv zu machen ist.

### Andrei Corbea-Hoişie (Arcadia, 2013)
Aus Sicht von Andrei Corbea-Hoişie ist Gumbrechts Herleitung der Stimmung seit der Frühromantik, dass die Entfernung zwischen Subjekt und Objekt größer wird, in ihrer Sorgfalt „durchaus anregend und überzeugend“, wenn in den Essays dargelegt werde, dass sich der Mensch für sein Verständnis des Verhältnisses der Dinge zur Welt ebenso auf seine Sinne verlässt wie darauf, dass sein Bewusst sein Begriffe produziert. Corbea-Hoişie sieht es als fraglich an, dass ein auf Stimmungen konzentrierter Literaturwissenschaftler über dieselbe Freiheit wie der „reale Leser“ verfügt, lektüregeleitetes Erleben in einer intensiven Konkretheit wahrzunehmen.

## Rezeption
Stimmungen lesen. Über eine verdeckte Wirklichkeit der Literatur hat in den großen Zeitungen sowie dem bundesweiten öffentlich-rechtlichen Rundfunk ebenso wie in der Fachliteratur Beachtung gefunden. Rezensionen erschienen in Süddeutsche Zeitung, Neue Zürcher Zeitung, Frankfurter Allgemeine Zeitung, Deutschlandradio Kultur und Die Zeit sowie in KulturPoetik und in Arcadia: international journal of literary culture.

### Leseerlebnis
Gumbrechts Buch mache Mut zum sinnlichen Lesen, berichtet Manfred Koch, und er würde gern mehr darüber erfahren, was dessen Autor zu sagen hat, wenn er „das unmittelbare ästhetische Erlebnis festzuhalten versucht“, für das jener Hinweise von seiner Intuition erwartet. Detlev Schöttker stellt fest, das Buch könne seinen Lesern viele bereichernde Einsichten vermitteln, so etwa diejenige, dass „selbst der Meisterdenker unter den zeitgenössischen Philologen die sentimentalische Stimmung nicht aus seinem Gefühlshaushalt verbannt“ habe. Die „Stimmung“ des Buches selbst sei irritierend, berichtet Steffen Martus, denn „nicht wirklich zuversichtlich“ für die Zukunft einer ‹stimmungsorientierten› Literaturwissenschaft erscheine ihm der Hauch von Wehmut, der die Lektüren umgebe.

## Ausgaben
- Hans Ulrich Gumbrecht: Stimmungen lesen. Über eine verdeckte Wirklichkeit der Literatur. Inhaltsverzeichnis Edition Akzente. Carl Hanser Verlag, München 2011, ISBN 978-3-446-23504-5.
  - Hans Ulrich Gumbrecht: Atmosphere, mood, Stimmung. On a hidden potential of literature. Ins Englische übersetzt von Erik Butler. Stanford University Press, Stanford 2012, ISBN 978-0-8047-8121-3, ISBN 978-0-8047-8122-0.